# Colmar-Berg
Colmar-Berg (Luxemburgs: Colmer-Bierg) is een gemeente in het Luxemburgse Kanton Mersch. De gemeente heeft een totale oppervlakte van 12,31 km² en telde 1883 inwoners op 1 januari 2007.
De gemeente ligt aan de samenvloeiing van de Attert en de Alzette en is een samentrekking van Colmar en Berg. 
In Berg staat het kasteel Berg. Het kasteel is door de Luxemburgse staat beschikbaar gesteld aan de groothertogelijke familie. Momenteel wordt het kasteel bewoond door Henri van Luxemburg en zijn gezin.

## Kernen
Berg, Colmar, Carlshof, Fermes, Welsdorf

## Evolutie van het inwoneraantal
| Jaar                              | 2001 | 2002 | 2003 | 2004 | 2005 |
| --------------------------------- | ---- | ---- | ---- | ---- | ---- |
| Inwoneraantal                     | 1711 | 1803 | 1823 | 1834 | 1848 |
| Opmerking: tellingen op 1 januari |      |      |      |      |      |

## Partnersteden
- Weilburg (Duitsland)

## Geboren
- Frantz Heldenstein (1892-1975), beeldhouwer
- Maria Adelheid van Luxemburg (1894-1924), groothertogin van Luxemburg (1912-1919)
- Charlotte van Luxemburg (1896-1985), groothertogin van Luxemburg (1919-1964)
- Jean van Luxemburg (1921-2019), groothertog van Luxemburg (1964-2000)